# Orònim
Un orònim és el nom d'una muntanya, serra, serrat, pla o qualsevol altra forma de relleu. És, per tant, un subtipus de topònim o nom de lloc. L'estudi dels orònims és l'oronímia.
Molts orònims inclouen una arrel o ètim que significa alguna mena de forma de relleu, ja sigui en llengües existents o avui desaparegudes.
Els orònims es mantenen sense gaires canvis entre pobles, malgrat l'evolució històrica i per això són un bon indici per als estudiosos d'idiomes antics o extints.